# Effa Ellis Perfield
Effa Ellis Perfield (née le 2 février 1873 et morte en décembre 1967) est une professeure américaine qui a conçu et promu un système « scientifique » de pédagogie musicale utilisé dans l'ensemble des États-Unis, au Canada et en Chine. 
Elle compte parmi ces élèves, la compositrice Lora Aborn et le chorégraphe Jerome Robbins. 
Elle meurt en 1967 à l'âge de 94 ans. 

## Biographie
Elle est inscrite sous le nom de Effie May Ellis à Little Sioux (Iowa) en 1873. C'est la fille de Clark Ellis et Edna Hall Ellis.
Elle épouse Thomas H. Perfield. Elle porte le nom de son père et celui de son mari. 

## Carrière

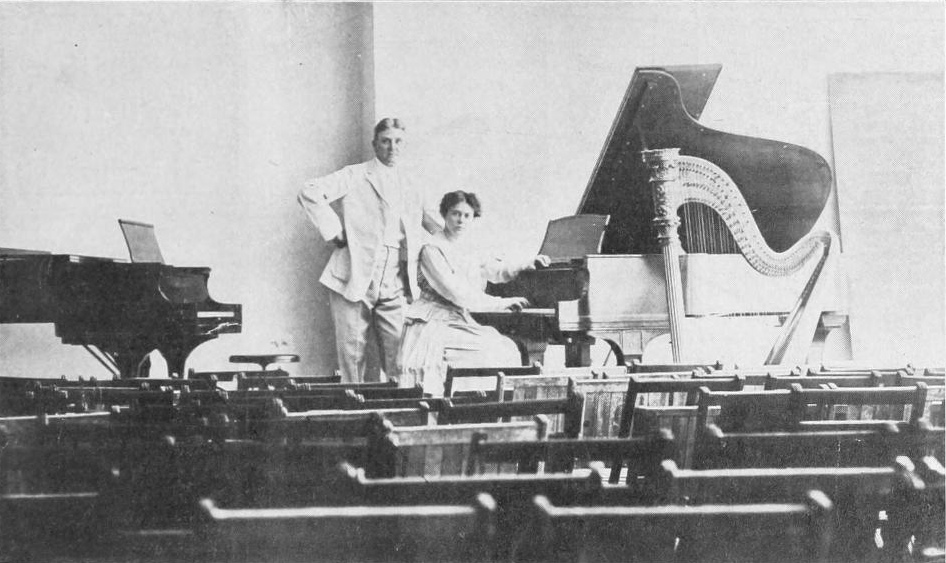
Perfield et son mari Thomas à l'Effa Ellis Perfield Music School, Chicago

Effa Ellis Perfield conçoit une méthode pédagogique appelée le « Système d'Effa Ellis Perfield pour l'enseignement de l'harmonie et de la mélodie au piano ». Elle l'enseigne à d'autres professeurs de musique dans des ateliers et par correspondance. Elle sillonnent les États-Unis avec sa méthode. Elle s'installe à Omaha, au Nebraska, puis à Chicago, en Illinois. Elle y enseigne également à l'Orchard School of Music and Expression sur le côté sud. Son « style éclair » était considéré comme particulier et singulier : elle assure que « tous les accords majeurs peuvent être enseignés en dix minutes. En six mois, les élèves peuvent jouer ou écrire dans n'importe quelle gamme. »
Elle supervise la section « Children's Constructive Music Page » du magazine Musical Monitor & World en 1915. En 1922, elle donne des conférences et donné des "présentations scientifiques" de pédagogie sur son "Trinity Principle" à New York. À son apogée, le système Perfield avait formé des professeurs de musique qui enseignaient dans de nombreux États ainsi qu'au Canada et en Chine avec 2900 centres de certifications pour maintenir l'uniformité. Elle continua son activité professionnelle jusqu'en 1949. 
Parmi les publications de Effa Ellis Perfield, citons : 
- Effa Ellis Perfield Teaching System
- Keyboard and Written Harmony
- Counterpoint, Canon and Fugue
- Constructive Music Book
- Songs of Birds, Animals, and Flowers (1919)
- Paragon of Rhythmic Counting for All Rhythms[9],[2].